# Dyszów
Dyszów – wieś  sołecka w Polsce położona w województwie świętokrzyskim, w powiecie koneckim, w gminie Końskie.
| SIMC    | Nazwa      | Rodzaj    |
| ------- | ---------- | --------- |
| 1017497 | Gajówka    | część wsi |
| 1017646 | Od Odludni | część wsi |
| 1017712 | Serwitury  | część wsi |
| 1017787 | U Łużka    | część wsi |

W latach 1975–1998 miejscowość administracyjnie należała do województwa kieleckiego.
Wierni kościoła rzymskokatolickiego należą do parafii św. Mikołaja w Końskich.

## Historia
W wieku XIX wieś opisana była jako: Dyszów – wieś w powiecie konecki, gminie i parafii Końskie.
W 1827 r. posiadała  9 domów, 51 mieszkańców.
W roku 1880  zaś miała 15 domów i 101 mieszkańców, 303 mórg ziemi dworskiej i 36 mórg. ziemi włościańskiej.
Od XVII do pierwszej połowy XX wieku wieś wchodziała w skład klucza Koneckiego oraz dóbr Końskie Wielkie.
Wieś  posiadała młyn wodny, który został kupiony od hrabiego przez osobę prywatną.
1 stycznia 1925 folwark Dyszów (13,44 ha) odłączono od gminy Końskie, włączając je do Końskich.